# Якунчиков, Борис Михайлович
Бори́с Миха́йлович Яку́нчиков (1859, Париж — после 1917) — сенатор, член Государственного совета по назначению, гофмейстер.

## Биография
Происходил из потомственных почётных граждан. Сын Михаила Ивановича Якунчикова (30.08.1816—15.02.1869) и его жены Александры Ивановны, урождённой Ниловой (03.03.1824—26.08.1897). Родился в Париже 23 июля 1859 года[по какому календарю?]. Крестник миллионера Н. Г. Рюмина.
Окончил Санкт-Петербургскую 3-ю гимназию (1878) и Императорский Санкт-Петербургский университет со степенью кандидата прав (1882). По окончании университета поступил вольноопределяющимся в лейб-гвардии Конный полк и 15 декабря 1882 года был произведён корнетом. В 1884 году вышел в запас и был определён на службу в канцелярию 1-го департамента Правительствующего Сената. В 1889 году был назначен редактором департамента Министерства юстиции. 1 января 1893 года перешел в Государственную канцелярию, где последовательно занимал должности: младшего делопроизводителя, старшего делопроизводителя и, наконец, помощника статс-секретаря Государственного совета. В 1906—1908 годах управлял делопроизводством Особого присутствия по делам о принудительном отчуждении недвижимых имуществ и вознаграждении их владельцев.
В 1908 году был назначен статс-секретарём Государственного совета по отделению личного состава и общих дел, каковую должность занимал до 1913 года. В 1909—1910 годах состоял членом Высочайше учрежденной под председательством П. А. Харитонова комиссии, выработавшей проект правил о порядке издания касающихся Финляндии законов общегосударственного значения (закон 17 июня 1910 года). В 1910 году в качестве особо приглашенного участвовал в съезде Объединенного дворянства, на котором рассматривался финляндский вопрос. С 1898 года состоял в придворном звании камергера. В 1903 году был пожалован чином действительного статского советника, в 1906 году — придворным званием «в должности гофмейстера», 1 января 1910 года — придворным чином гофмейстера.
После провозглашения Октябрьского манифеста принимал участие в политической жизни. В конце 1905 года был избран товарищем председателя Имперского совета Партии правого порядка и членом комитета партии по Рождественской части Петербурга. Перед выборами во II Государственную думу участвовал в совместном заседании центрального комитета «Союза 17 октября» и представителей Партии правого порядка, на котором предложил идти на выборы вместе с октябристами и другими умеренными партиями правее кадетов. Состоял членом Русского окраинного общества. В 1914 году был избран гласным Петроградской городской думы.
Был известным нумизматом. В одном из заседаний Нумизматического отделения Русского археологического общества выступил с докладом «Неизданные и редкие греческие монеты», позднее опубликованном в виде отдельной брошюры. Принимал участие в подготовке Международного нумизматического конгресса в Брюсселе (1910).
6 апреля 1914 года пожалован званием сенатора и определён к присутствованию в 1-м Общем собрании Сената. Затем присутствовал во 2-м департаменте. С 1914 года состоял также почётным опекуном по Петроградскому присутствию. 1 января 1917 года, по инициативе И. Г. Щегловитова, назначен членом Государственного совета. Входил в группу правого центра, затем в правую группу. 1 мая 1917 года был оставлен за штатом, а по упразднении Государственного совета большевиками 14 декабря 1917 года — уволен от службы.
Согласно дневниковым записям главного хранителя Исторического музея А. В. Орешникова, Якунчиков был расстрелян, а его коллекция монет поступила в Гохран. В 1920 году библиотека Якунчикова (940 томов, главным образом посвященных нумизматике) была передана в библиотеку Петроградского университета.
Был женат на княжне Варваре Александровне Ширинской-Шахматовой (р. 1864), дочери князя А. П. Ширинского-Шахматова. Владел 3 домами в Санкт-Петербурге.

## Награды
- Орден Святого Станислава 3-й ст. (1890).
- Высочайшее благоволение (1893).
- Высочайшее благоволение (1896).
- Орден Святого Владимира 3-й ст. (1905).
- Орден Святого Станислава 1-й ст. (1907).
- Всемилостивейший рескрипт государыни императрицы Александры Феодоровны (1910).
- Орден Святой Анны 1-й ст. (1913).
- Знак «В память столетия Государственной канцелярии».